# 恩情区域
恩情区域（ウンジョンくいき）は、朝鮮民主主義人民共和国平壌直轄市にある行政区域の一つ。

## 地理
市域の北部にある。西は龍城区域と、東は三石区域と、北側は平安南道平城市と接する。

## 行政区域
4洞を管轄する。
- 科学一洞（クァハギルトン）
- 科学二洞（クァハギドン）
- 光明洞（クァンミョンドン）
- 裴山洞（ペサンドン）

## 歴史
この節の出典
- 1995年5月 - 平安南道平城市㯖山洞・裴山洞および地境洞・松嶺洞の各一部地域をもって、平壌直轄市恩情区域を設置。(4洞)
  - 㯖山洞の一部が分立し、科学一洞が発足。
  - 地境洞の一部が分立し、科学二洞が発足。
  - 松嶺洞および㯖山洞の残部・地境洞の残部が合併し、光明洞が発足。
- 2000年11月 - 平安南道平城市松嶺洞の一部が光明洞に編入。(4洞)

## 施設
- 平壌科学技術大学
- 朝鮮自然科学院
- 朝鮮社会科学院

## 交通
- 平羅線
  - 裵山店駅